# 宮尾すすむと日本の社長
宮尾すすむと日本の社長（みやおすすむとにっぽんのしゃちょう）は、日本のバンド。
バンド名は、キーボードのマス宮尾こと宮尾益実の苗字と、テレビ朝日系で放送されていたワイドショー番組『モーニングショー』の人気コーナー、『宮尾すすむのああ日本の社長』に因んでいる。

## 歴史
1986年、早稲田大学の音楽サークルで出会ったメンバーにより結成。1989年7月1日、TBSテレビの『平成名物TV・三宅裕司のいかすバンド天国』に出場。「デカ・ポコ・Funk!〜Yeah〜」を演奏し、完奏を果たした。技量に高い評価を受けた「骨太ロック野郎」ことダイヤモンズを倒して10代目イカ天キングとなり3週勝ち抜く。ちなみに2週目に演奏した楽曲は「二枚でどうだ」で、3週目は「マシンガン・ブルース」である。ところが4週目の8月5日、情けなさとも哀愁とも取れる独特の雰囲気を持った楽曲「夏はあきらめた」で勝ち抜きに挑むも、NORMA JEANに倒された。
しかし『二枚でどうだ』などの曲のユニークな歌詞、フレーズとそのパフォーマンスなどは話題となり、番組内のダイジェストコーナーでも「人気者」と特筆されたほど人気は高かった。1990年1月1日に行われた『輝く!日本イカ天大賞』では、審査員特別賞を受賞。その後EPIC/SONY RECORDSのLIFE/SIZEレーベル（現在はキューンレコードに併合）からメジャー・デビューを果たす。
この間『いかすバンド天国』の企画で、メンバーが実際に宮尾すすむの元へ“勝手に名前を使ってしまった”というお詫びの意味も込めて会いに行っている。これと関連して、彼らを応援するため宮尾本人がスタジオに生出演したこともあった。
宮尾は大学卒業後TBSに入社し、『COUNT DOWN TV』のディレクターや『チャンネル☆ロック!』のプロデューサーを務めた後、ライブラリー部に異動（2007年12月30日に放送されたイカ天の特番『あの伝説の番組再び!"イカ天2007復活祭"名物バンド激レア映像 今夜限りの大放出スペシャル』の映像素材出しにも関わる）、またボーカルの黒沢はフジテレビで社内システムを開発する部門「システム開発部」にて勤務している傍ら、一度も解散することなくマイペースに活動を続けている。
2024年10月16日にキーボード担当の宮尾が死去したことを、同年12月20日に公式サイト及びメンバーのSNSを通じて報告した。

## メンバー
- ボーカル：黒沢伸
- ギター：東条重千代
- ギター：内田浩一
- ギター：川原田朝雄
- ベース：高松雅司
- ベース：田口秀
- キーボード：丸山桂
- キーボード：白石遼
- パーカッション：小泉潤一
- ドラム：加勢田喜代繁
- ドラム：末松央至
- 存在：村上佳儀

旧メンバー
- キーボード：宮尾益実（2024年10月16日死去[2]）

## ディスコグラフィー

### アルバム
1. 宮尾すすむと日本の社長（1989年、IKA-007）
2. 大車輪（1990年4月21日、ESCB-1055）
3. 男の中の男 THE MAN IN MEN（1991年7月25日、ESCB-1166）
4. LIVE AT THE APOLLO（1991年12月12日、ESCB-1266）
5. 我々はギャル We are the gal.（1998年10月22日、Y2C009）

### コンピレーション・アルバム
1. FACTORY CD（1998年12月1日、COCP-50015）
2. 30-35 vol.7 ｢イカ天｣特集（2005年12月28日、MHCL-527）
3. 赤塚不二夫トリビュート 〜四十一才の春だから〜 （2008年9月24日、DFCL-1490）

### シングル
1. ボク、元気? (Are You Alright?)（1990年7月1日、ESCB-3104）
2. アリサ・マイ・ラヴ（RADIO MIX）（1991年8月23日、ESCB-3239）

### ビデオ
- けじめLIVE〜愛と青春の旅立ち!?〜（1990年、ESVU-217）

## タイアップ一覧
| 年     | 曲名                           | タイアップ                   |
| ------ | ------------------------------ | ---------------------------- |
| 1990年 | ボク、元気? (Are You Alright?) | カネボウ『マジSham』CMソング |